# Kseniya Symonova
Kseniya Symonova (sinh năm 1985) là một nghệ sĩ biểu diễn tranh cát đến từ Ukraina. Cô bắt đầu dùng cát để vẽ sau khi sự nghiệp kinh doanh của cô sụp đổ do sự khủng hoảng tín dụng đầu thế kỷ 21 và cô cũng mới bắt đầu vẽ chưa đầy 1 năm trước khi tham gia vào chương trình "Ukraine's Got Talent" (Tạm dịch: Tài năng Ukraina). Cô trở thành quán quân của chương trình này trong năm 2009 . Cô đã dùng nghệ thuật vẽ tranh cát để kể về cuộc sống của người dân trong Thế chiến thứ hai và đã làm không ít người rơi lệ.
Simonova giành được phần thưởng 1.000.000 đồng Ukraina (tương đương với hơn 2 tỷ đồng Việt Nam) của chương trình Ukraine's Got Talent. Đoạn video trình diễn của cô trên trang mạng chia sẻ Youtube đạt con số kỷ lục: hơn 10 triệu lượt xem .

## Liên kết
- Симонова песочная анимация финал Một buổi biểu diễn với chủ đề khác của Kseniya.
- Tìm kiếm video của Keniya Simonova trên Youtube.